# 国際救援友好協会
国際救援友好協会（こくさいきゅうえんゆうこうきょうかい、IRFF; International Relief Friendship Foundation）は統一教会（統一協会）系の団体、ボランティア組織を標榜している。設立は1976年頃。1975年からは統一教会（統一協会）の重職を歴任してきた古参幹部の郭錠煥が主宰者となっている。

## 概要
事務局所在地は神奈川県大和市中央林間。この団体を通じて、アフリカなどへ援助金や援助物資を送るとの名目で、統一教会（統一教会）の信者たちが募金活動やコーヒー・ハンカチなどの訪問販売を行っている。コーヒーは60g1,000円、ハンカチは3枚3,000円で販売している。
恵まれない子供達の写真や、IRFFの援助金で建てられたとする学校の資料、さらには機関誌「フロンティア」を持ち、大学生風の若者が中心となって近年は「ジャンボの会」と名乗ったりして、各戸を訪問している。真っ当な慈善事業と勘違いしお金を支払ってしまう人も多い。そうして集められた資金のほとんどが統一教会（統一協会）の活動資金になっているとされる。
募金の行方を確認したい人が会計報告を知りたいと言っても、「官報には載っているんですが・・」などと決してそれを提示することはない。
信者にとってこれらの訪問活動は「サタン世界」である悪の世から神の側にお金を取り戻すという意義を持つ“万物復帰”という教えの実践である。かつては数名の隊を組み、ワンボックスカーに寝泊りしながら全国津々浦々を回っていた。